# Satelitní gliová buňka

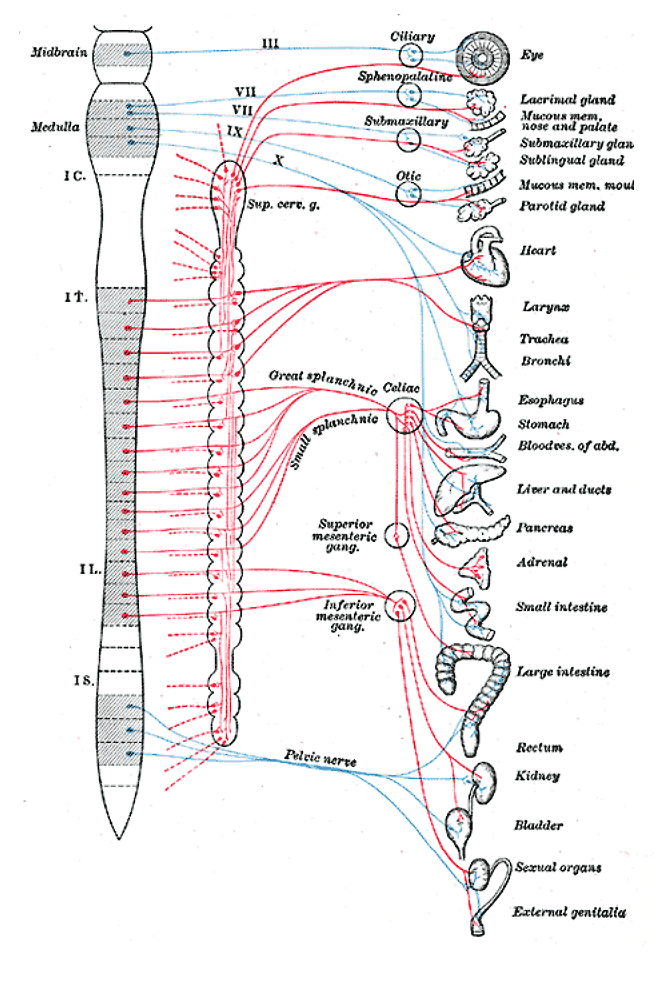
Satelitní buňky jsou expresovány skrze sympatická a parasympatická ganglia v rámci svého rozdělení v nervovém systému.

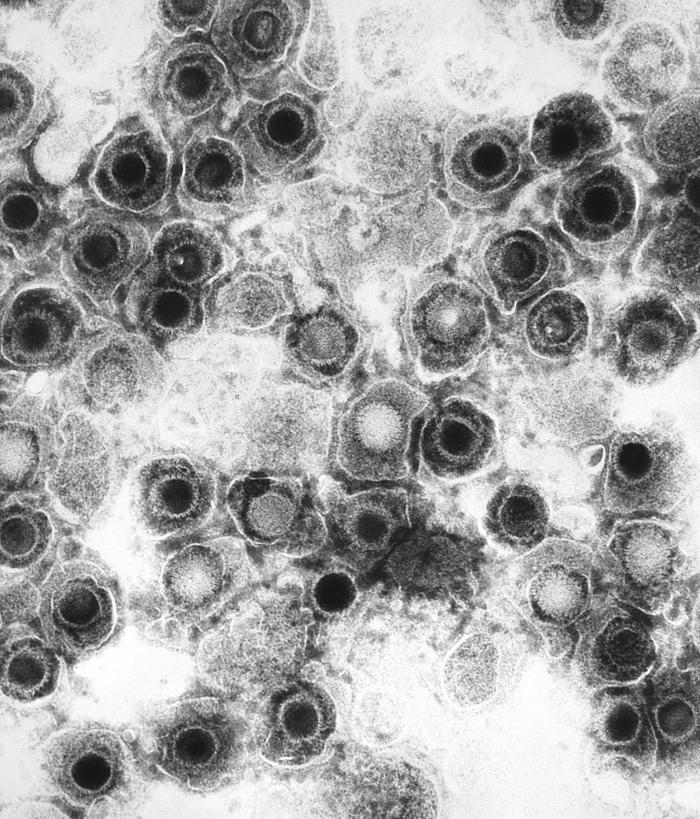
Herpes simplex - viriony

Satelitní gliová buňka (amficyt, satellite glial cell - SGC), někdy pouze satelitní buňka, je gliová buňka patřící k podpůrným buňkám periferní nervové soustavy (PNS) lemující vnější povrch neuronů a ohraničuje těla neuronů v gangliích. Pojmenování buněk jako satelitní vychází z představy podobnosti těchto buněk s měsíci/satelity okolo planet.

Satelitní buňky jsou podobného embryologické původu jako Schwannovy buňky v periferní nervové soustavě, oboje bylo odvozováno během vývoje embrya z neurálního hřebene.

Satelitní buňky mají mnoho funkcí, včetně kontroly mikroprostředí sympatických ganglií, pravděpodobně mají stejnou roli jako astrocyty v centrální nervové soustavě.

Mimo strukturální funkce také dodávají neuronům živiny (regulace kyslíku a oxidu uhličitého), zařizují výměnu živin a odpadních produktů mezi tělem neuronu a extracelulární matrix a fungují také jako ochranné buňky (pomáhají izolovat neuron od jiných stimulů než ze synapsí). Dále figurují v expresi různých receptorů, které umožňují řadu interakcí s neuroaktivními chemickými látkami.

Mnoho z těchto receptorů a dalších iontových kanálů hraje roli ve zdravotních problémech jako je chronická bolest

a herpes simplex
.

## Stavba a umístění
Satelitní gliové buňky se nacházejí v periferní nervové soustavě, obklopují těla neuronálních buněk v gangliích.  Konkrétně pak v smyslových, sympatických a parasympatických gangliích.
Jako tělo satelitní buňky je označována oblast obsahující jedno poměrně velké buněčné jádro. Toto tělo se směrem do stran rozšiřuje a formuje tak perineurální procesy. Oblast obsahující jádro má největší objem cytoplazmy, což dělá pouzdro silnějším. Toto pouzdro může být také silnější, pokud je více satelitních buněk vrstveno nad sebou. 
I přes svůj plochý tvar obsahují satelitní buňky všechny běžné buněčné organely nutné pro vznik buněčných produktů a udržování homeostázy. Plazmatická membrána je velmi tenká a nepříliš hustá, což souvisí s adhezními molekulami, receptory pro neurotransmitery a další molekuly, a iontovými kanály (zejména draslíku).  V každé individuální satelitní buňce je drsné endoplazmatické retikulum i hladké endoplazmatické retikulum, ovšem hladké je mnohem méně časté. Golgiho aparát a centrioly se nejčastěji nalézají blízko buněčného jádra, na druhou stranu, mitochondrie jsou rozmístěné v cytoplasmě spolu s organelami zajišťujícími autofagii a další formy katabolické degradace, jako lysosomy, peroxisomy a lipofuscinová granula.

Mikrotubuly i intermediální filamenta můžeme vidět v celé cytoplasmě, nejčastěji leží paralelně s pouzdrem satelitní buňky. Tato vlákna se nacházejí ve větších koncentracích na místě, kde axon opouští tělo neuronu a na počáteční části axonu satelitní buňky sympatického ganglia. 
V některých satelitních buňkách senzorických ganglií byla objevená jednotlivá brva zasahující z vnějšku z buněčného povrchu blízko jádra do extracelulárního prostoru hlubokého zářezu v plasmatické membráně.
Nicméně, tato brva má pouze 9 párů periferních mikrotubulů a postrádá pár axiálních mikrotubulů, což dělá vlastní strukturu velmi podobnou brvám neuronů, Schwannovým buňkám a astrocytům centrální nervové soustavy.

## Funkce
Ohledně fyziologické role satelitních buněk probíhá v současnosti stále výzkum, avšak aktuální teorie předpokládají významnou roli v kontrole mikroprostředí sympatických ganglií. Byla pozorována možnost regulace difuze molekul skrze membránu buňky satelitními buňkami, neboť neuron téměř celý obklopují.

Dále bylo dokázáno, že fluorescenční proteiny aplikované do cervikálních ganglionů za účelem obejití oběhového systému se nenacházejí na povrchu neuronu, což naznačuje možnost satelitních buněk regulovat extracelulární prostor individuálního neuronu.

Probíhají i spekulace, že satelitní buňky v autonomních gangliích mají podobnou roli jako hematoencefalická bariéra mozku, tedy jako funkční bariéra pro velké molekuly.

Role satelitních buněk jako regulátoru neuronálního mikroprostředí je dále charakterizována elektrickými vlastnostmi, které jsou velmi podobné astrocytům,

přičemž homologní role satelitních buněk v sympatických gangliích je "vyšetřována" na základě dobře prostudované role astrocytů v kontrole mikroprostředí mozku. Mikroprostředí senzorických ganglií je kontrolováno vychytáváním látek specializovanými transportery nesoucími neurotransmitery do buněk při spojení s Na− a Cl−.

Dále byly v satelitních buňkách nalezeny transportery glutamátu a gama-aminomáselné kyseliny, 
přičemž se zdá, že hrají roli v kontrole složení extracelulárního prostoru ganglia. Enzym glutamin syntetáza, který katalyzuje přeměnu glutamátu na glutamin, se v satelitních buňkách nalézá ve velkém množství, plus satelitní buňky obsahují glutamátu příbuzné enzymy glutamát dehydrogenázy a pyruvát karboxylázy, mohou tedy zásobovat neurony nejen glutaminem, ale i malátem a laktátem

### Molekulární charakteristiky
Satelitní buňky nemají synapse, ovšem jsou vybaveny receptory pro různé druhy neuroaktivních látek, které jsou analogické neuronům. 
Zakončení axonu, stejně jako jiné části nesou receptory pro látky jako je acetylcholin, kyselina gama-aminomáselná, glutamát, ATP, noradrenalin, substance P, a kapsaicin, které mají přímý vliv na fyziologii neuronů. Podle současných výzkumů mohou satelitní buňky také reagovat na stejné chemické podměty jako neurony. Dále probíhá výzkum ohledně role satelitních buněk v mechanismu opravy zranění neuronů.

## Role ve zdravotních problémech

### Chronická bolest
Satelitní buňky hrají významnou roli v mechanismu neuronálních poškození a zranění. Konkrétně pak zejména v přetrvávající chronické bolesti, která může zahrnovat hyperalgesii a další formy spontánní bolesti. 

#### Sekrece bioaktivních molekul
Satelitní buňky mají schopnost uvolňovat cytokiny a další bioaktivní molekuly, které neuronálně přenášejí bolest.
Satelitní buňky jsou přítomné v periferním nervovém systému v menším zastoupení než další známé gliové buňky, například astrocyty, mají ovšem vliv na nocicepci díky svým fyziologickým a farmakologickým vlastnostem.
Stejně jako astrocyty mají ovšem satelitní buňky schopnost "cítění" a regulace sousední neuronální aktivity.
Dále mohou satelitní buňky regulovat GFAP a podstupovat buněčné dělení, mají schopnost uvolnit chemoatraktanty analogické k chemoatraktantům vylučovaným Schwannovými buňkami a podílet se tak na proliferaci makrofágů. Dále bylo zjištěno narůstání spojování satelitních buněk po nervovém poškození, což má efekt na vnímání bolesti. Normálně gap junctions ("skulinová spojení") mezi přilehlými satelitními buňkami distribuují draslík, ovšem ve spojených satelitních buňkách počet gap junctions obrovsky narůstá, což vede ke zvýšení množství ATP a glutamátu. Zvýšená hranice glutamátu pak vede k "pře-excitaci" a zvýšení nocicepce.

### Herpes simplex
Senzorická ganglia byla spojována s virovými infekcemi jako herpes simplex, které mohou existovat v latentním stavu v gangliích desetiletí po primární infekci. 
Poté, co je virus reaktivován, objeví se puchýřky na kůži a sliznicích. V průběhu latentní fáze onemocnění, jsou viry vzácně lokalizovány v satelitních buňkách senzorických ganglií, přičemž satelitní buňky mohou stále hrát důležitou roli v průběhu onemocnění. 
Předpokládá se, že satelitní buňky staví "zdi" za účelem zabránění šíření viru z infikovaného neuronu na neinfikovaný,
přičemž pokud tato ochrana neobstojí, je umožněno šíření infekce.
Dále se předpokládá, že satelitní buňky mohou mít funkci zbavit ganglia viru, plus chránit a opravovat nervový systém po aktivaci viru.